# Aquagirl
Aquagirl è il nome di diversi personaggi immaginari, supereroine dei fumetti e relativi media prodotti dalla DC Comics.

## Prime incarnazioni

### Lisa Morel
Lisa Morel fu introdotta in Adventure Comics n. 266 (novembre 1959) come uno dei tanti bambini atlantidei nati con gli occhi viola, e quindi incapaci di adattarsi al mondo subacqueo. Furono mandati sulla superficie dell'acqua in canotti di salvataggio impermeabili così che potesser sopravvivere tra gli abitanti di superficie, e Lisa fu adottata dallo scienziato Dr. Hugo Morel e da sua moglie. Nel momento in cui Aquaman fu in pericolo la sua abilità di respirare sott'acqua e la sua telepatia si risvegliarono; si confezionò un costume simile a quello di Aquaman, prese il nome in codice di "Aquagirl" e combatté al suo fianco. Tuttavia, i suoi nuovi poteri ebbero vita breve, e li perse temporaneamente. Questa fu la prima e unica comparsa del personaggio.

### Selena
Selena è una giovane atlantidea di Poseidonis che si alleò temporaneamente con Aquaman sotto il nome di "Aqua-Girl" in World's Finest Comics n. 133 (maggio 1963) per rendere geloso il suo ex ragazzo; ci riuscì, rendendo Aqualad geloso del suo status temporaneo come spalla di Aquaman. Questa fu la prima e ultima comparsa del personaggio.

## Tula
Tula fu introdotta in Aquaman vol. 1 n. 33 (maggio-giugno 1967). Dopo aver perso i suoi genitori appena dopo essere nata, fu trovata e adottata da una delle famiglie reali di Atlantide. Datole il titolo di Principessa di Poseidonis, Tula fu istruita nelle tradizioni atlantidee, e non lasciò mai il palazzo reale finché non incontrò Aqualad (Garth) all'età di 15 anni in questo stesso numero.
Tula aiutò Aqualad di quando in quando in missioni con i Teen Titans originali, sotto il nome di Aquagirl. Quando Aquaman lasciò il trono per andare alla ricerca di sua moglie Mera, Nakran divenne il dittatore di Atlantide, e il suo regno cadde solo quando Tula guidò una ribellione contro di lui. Tula e Garth ripresero la loro storia romantica quando lui tornò ad Atlantide, e successivamente ricomparirono nella serie revival degli anni'80 New Teen Titans per aiutare i Titans ad abbattere l'H.I.V.E..

### Morte
Durante la serie limitata Crisi sulle Terre infinite (1985-1986), Aquagirl fu uccisa dal criminale Chemo quando la affogò nell'acqua che aveva avvelenato.
Anni dopo, nella miniserie Tempest, una donna che affermava di essere Tula entrò nella vita di Garth. In realtà, era un doppione creato dal criminale Slizzath come parte di un piano elaborato per travasare le energie mistiche di Garth per i suoi scopi oscuri. Garth riuscì a scoprire i piani e fu in grado di sconfiggerlo, e finalmente ottenne un senso di fine nei confronti della morte di Tula. E fu in questo periodo che Garth assunse la nuova identità di "Tempest".
Più recentemente, Tula comparve in Teen Titans vol. 3 n. 30 e n. 31. Aquagirl fu portata in vita da Brother Blood - insieme a Falco e Colomba, Phantasm, e Kole - per combattere contro i Titans. Dopo essere stati liberati da Beast Boy e Raven, Kid Eternity fu in grado di riportare i Titans deceduti nuovamente al loro riposo.
Tula ha una statua nella "Sala dei Titani Caduti" alla Titans Tower, insieme a quella dei Falco e Colomba originali, a quella di Kole, ecc. Un anno dopo, Tula fu incanalata da Kid Eternity quando i Titans affrontarono di nuovo Brother Blood. Nel corpo di Eternity, Tula prese a pugni il criminale affermando che essere arrabbiata per essere stata resuscitata come sua marionetta, e ritornò poi nell'aldilà una volta giunto al termine il periodo limitato nel corpo di Kid Eternity.
Nella miniserie La notte più profonda, Tula, Aquaman e Dolphin comparvero come un gruppo di Lanterne Nere resuscitate che attaccarono Mera e Tempest. Tula e Dolphin litigarono su chi avrebbe dovuto combattere contro Tempest, e intanto lo rimproveravano di non averli salvati. Avvertendo la speranza di Garth che lei avrebbe potuto combattere ciò che le era appena stato fatto, Tula gli strappò il cuore, uccidendolo e riportandolo in vita come Lanterna Nera. Tula comparve poi in una battaglia contro i Titans. Tuttavia, il suo corpo fu subito distrutto da un colpo di luce bianca emanata da Dawn Granger.

### The New 52
Nella nuova continuità di The New 52, Tula viene vista come l'ombra di una femmina atlantidea che riportò al corrente Re di Atlantide, Orm (alias Ocean Master), circa gli attacchi ai danni dei bambini nati con gli occhi viola, che si credeva avrebbero condotto alla fine di Atlantide, così Ocean Master ordinò a Garth di riunirsi a sua madre. Successivamente si batté con Cyborg durante l'invasione di Atlantide da parte degli Stati Uniti, e quando successivamente Aquaman ridivenne Re di Atlantide, la si vide fare rapporto a lui e secondo la conversazione che ebbero, si scoprì che lei e Orm avevano lo stesso padre, facendo così di Orm il suo fratellastro.

## Lorena Marquez
Lorena Marquez era a un appuntamento allo Zoo di San Diego quando un terremoto scosse San Diego e la fece sprofondare nel mare, uccidendo migliaia di persone (inclusa la famiglia di Lorena). La ragazza entrò in contatto con Aquaman, che le prestò le prime cure e scoprì che la giovane aveva sviluppato l'abilità di respirare sott'acqua come gli atlantidei. I due riuscirono insieme a localizzare gli altri sopravvissuti alla catastrofe, come Anton Geist, lo scienziato responsabile. Lorena e Aquaman non ebbero altra scelta se non quella di ricostruire la città come "Sub Diego". Quando Ocean Master cambiò vita con Aquaman, Lorena assunse l'identità e il costume di Aquagirl.

## Altre versioni
Nella serie limitata del 1996 Kingdom Come, Aquagirl è Tula II, la figlia di Garth (ex Aqualad, ora Aquaman). Fu chiamata Tula, come la ragazza di un tempo di suo padre, e fu parte di una squadra che consisteva dei figli dei Titans originali che finirono per andare dalla parte di Batman nel conflitto di punta della storia. Nella sua comparsa, Tula dimostrò una leggera abilità mutaformante, cambiando parti del suo corpo così da farle somigliare a quelle delle creature marine. La si vide combattere contro Donna Troy durante la battaglia finale al Gulag che conteneva i super umani e rimase uccisa nell'esplosione nucleare che mise fine al conflitto.
La madre di questa Tula potrebbe essere Deep Blue, descritta nelle note della serie come "Mizuko Perkins", figlia di Tsunami e Neptune Perkins. Nella continuità standard della DC Comics, Deep Blue è la sorellastra di Aquaman, Debbie, a figlia di Tsunami e Atlan e cresciuta da Tsunami e Neptune Perkins.

## Altri media
- In Batman of the Future, Aquagirl è Mareena, un membro della Justice League futura e figlia di Aquaman. Il personaggio fu specificamente creata per gli episodi La Justice League (prima parte) e La Justice League (seconda parte), in cui Batman incontrò la "Justice League Unlimited", una versione futura della Justice League. Aquagirl fu doppiata in originale da Jodi Benson, l'attrice che diede la voce ad Ariel, protagonista de La Sirenetta della Disney. Quando Batman stava per controllare la sua vita al computer, questo le rivelò che era la figlia di Aquaman, i cui poteri comprendevano il controllo sull'acqua. Ricomparve poi nell'episodio Epilogo della serie Justice League Unlimited. Qui i suoi capelli sono color biondo-platino, e sono sempre bagnati e tirati indietro in modo uniforme. Il suo costume invece varia: spesso viene mostrato come un costume da bagno colorato in un unico pezzo lasciando nude le braccia e le gambe, e indossa guanti senza dita.
- Nella seconda stagione della serie Entourage, Mandy Moore interpretò Aquagirl nel film su Aquaman che esiste nell'universo immaginario di Entourage. La storia vide Moore, che interpretava se stessa come ex fidanzata del personaggio Vince, essere in procinto di venire estromessa dal progetto a causa della confusione nella loro relazione personale. Mandy non fu rimossa dal film, però, e Vince e Mandy ripresero la loro relazione. Dopo di ciò, Mandy spezzò nuovamente il cuore di Vince, affermando di amare ancora il suo ex ragazzo, Chris. Vince decise di continuare a lavorare al film con Mandy ancora attaccata. Alla fine diventa il film d'apertura più disgustoso di tutti i tempi.
- Tula (a cui non si farà mai riferimento come Aquagirl) comparve nell'episodio "Downtime" della serie animata Young Justice. Qui è l'amica di infanzia di Kaldur'am e ragazza del suo amico Garth, con cui cominciò una relazione dopo che Kaldur lasciò Altantide per diventare la spalla di Aquaman. A differenza del fumetto, la Tula di Young Justice possiede abilità magiche che le permettono di manipolare l'acqua. Quando Kaldur ritornò a Poseidonis per una cena con la famiglia reale, invitò Tula come accompagnatrice ignaro che lo avesse lasciato per il suo migliore amico. Alla fine glielo disse, e i due si riconciliarono durante un attacco alla città da parte di Black Manta, e si lasciarono in amicizia quando Kaldur'am fece ritorno al mondo sopracqueo. Tula e Garth ricomparvero poi nell'episodio "Failsafe", lavorando al fianco di Freccia Rossa, Rocket e Zatanna in una simulazione d'addestramento. Nell'episodio "Alienated" ambientato cinque anni nel futuro, fu menzionata la morte di Tula come una delle ragioni che spinsero Aqualad ad attaccare la sua ex squadra. Questa fu la prima volta in cui nella serie Tula fu chiamata Aquagirl. Nell'episodio "Satisfaction", la sua statua è tra quelle degli eroi caduti ubicati nella grotta del Monte Giustizia. Nell'episodo "The Fix", Tula compare come una proiezione psichica quando Miss Martian e Artemis Crock entrarono nella mente di Aqualad.

### Film
- Tula ebbe un cameo nel film Justice League: The Flashpoint Paradox come membro dell'esercito di Aquaman nella linea temporanea alternativa. Fu uccisa nella battaglia finale contro le Amazzoni.

### Videogiochi
- Tula, come Aquagirl, comparve in Young Justice: Legacy. Servì come coordinatore della squadra, fornendo informazioni sul tentativo della Luce di rubare i pezzi di un'antica statua, e di mantenerli al sicuro. Verso la fine del gioco, Klarion mascherato da Tempest la ingannò facendole credere di darle i pezzi, e invece rapendola intendendo la sua magia per resuscitare Tiāmat in Bialya. La squadra giunse per liberare Tula e sconfiggere Klarion e Blockbuster, ma fu troppo tardi per fermare la resurrezione di Tiāmat. Quando Tiāmat si dimostrò troppo potente per essere ucciso, Tula, indebolita, si offrì di utilizzare l'ultima magia rimastale per sconfiggerlo e rimprigionarlo di nuovo sacrificandosi proprio come fece Marduk nell'antichità. Tula ci riuscì, ma rimase uccisa da alcuni detriti cadenti. Tempest fu in lutto, e Aqualad lasciò la squadra, portando agli eventi che sarebbero accaduti nella seconda stagione della serie.